# Amblyseius baichengensis
Amblyseius baichengensis är en spindeldjursart som beskrevs av Ma 2002. Amblyseius baichengensis ingår i släktet Amblyseius och familjen Phytoseiidae. Inga underarter finns listade i Catalogue of Life.